# État souverain de Boyacá
 (novembre 2023).
Si vous disposez d'ouvrages ou d'articles de référence ou si vous connaissez des sites web de qualité traitant du thème abordé ici, merci de compléter l'article en donnant les références utiles à sa vérifiabilité et en les liant à la section « Notes et références ».
Pour les articles homonymes, voir Boyacá (homonymie).
1857–1886
Entités précédentes :
- Province de Tunja
Province de Tundama
Province de Casanare

Entités suivantes :
- Boyacá
Casanare
Arauca

L'État souverain de Boyacá, créé sous le nom d'État fédéral de Boyacá, est une division administrative et territoriale de la Confédération grenadine puis des États-Unis de Colombie créée par le Congrès via la loi du 11 juin 1857.

## Géographie

### Géographie physique
L'État est géographiquement l'équivalent des actuels départements de Boyacá, Casanare et Arauca.

### Organisation territoriale
L'État de Boyacá est divisé en six départements, eux-mêmes divisés en districts : 
- Département du Centre (Tunja)
- Département du Nord[pas clair] (Soatá)
- Département du Nord-Est[pas clair] (Labranzagrande)
- Département de l'Orient (Guateque)
- Département de l'Occident (Moniquirá)
- Département de Tundama (Santa Rosa[Laquelle ?])

La capitale de l'État est Tunja.

## Démographie
Au recensement de 1870, l'État de Boyacá compte 482 874 habitants dont 234 127 hommes et 248 747 femmes.